# Linea 1 (metropolitana di Città del Messico)
La linea 1 è una linea della metropolitana di Città del Messico. Fu la prima linea ad essere costruita, il colore che la identifica è il rosa e percorre la città da ovest ad est, attraversando la zona centrale, dalla stazione Observatorio alla stazione Pantitlán. La lunghezza del tragitto passeggeri è di 16,654 km e conta 20 stazioni.
Le date inaugurali dei singoli tratti sono: il 4 settembre 1969 da Chapultepec a Zaragoza, l'11 aprile 1970 da Chapultepec a Juanacatlán, il 20 novembre 1970 da Juanacatlán a Tacubaya, il 10 giugno 1971 da Tacubaya a Observatorio e il 22 agosto 1984 da Zaragoza a Pantitlán.
È interamente sotterranea ad esclusione del terminal Observatorio e la direzione predominante è da est a ovest passando per il centro della città.
La linea 1 si incrocia: con la Linea 7 e la Linea 9 nella stazione di Tacubaya, con la Linea 3 nella stazione di Balderas, con la Linea 8 nella stazione di Salto del Agua, con la Linea 2 nella stazione Pino Suárez, con la Linea 4 nella stazione di Candelaria, con la Linea B nella stazione di San Lázaro e con le linee 5, 9 e A nella stazione Pantitlán.
La linea sorge sotto i seguenti viali: Camino a Belén, Arq. C. Lazo, Av. Jalisco, Gral. Pedro Antonio de los Santos, Avenida Chapultepec, Arcos de Belén, José María Izazaga, San Pablo, Carretones, Esteban Martín, Juan Pablo, Gral. Emiliano Zapata, Av. Ing. Eduardo Molina, Calz. Ignacio Zaragoza e Río Churubusco.
I convogli che prestano servizio lungo la linea uno sono treni MP-68 costruiti in Francia nel 1968 da Alstom e riabilitati con cabine NE-92, treni NE-92 fabbricati in Spagna da CAF nel 1992 e treni NM-83 fabbricati in Messico tra il 1983 e il 1991 dalla società Concarril.
La costruzione della linea è costata 2 miliardi e 530 milioni di pesos messicani (circa 160.430.000 euro).

## Stazioni

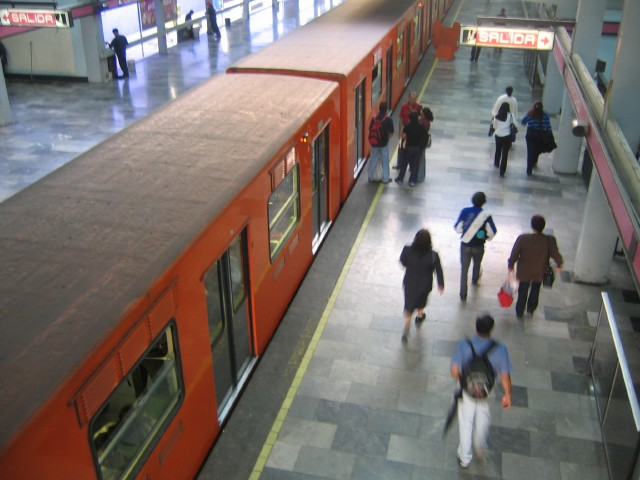
Corridoio della metro

- Observatorio
- Tacubaya
- Juanacatlán
- Chapultepec
- Sevilla
- Insurgentes
- Cuauhtémoc
- Balderas
- Salto del Agua
- Isabel la Católica
- Pino Suárez
- Merced
- Candelaria
- San Lázaro
- Moctezuma
- Balbuena
- Blvd. Puerto Aéreo
- Gómez Farías
- Zaragoza
- Pantitlán